# Virgilio Fossati
Virgilio Fossati (né le 3 janvier 1891 à Milan en Lombardie, mort le 29 juin 1916 à Monfalcone) est un footballeur  et entraîneur italien, qui évoluait au poste de milieu de terrain. Il combattit pendant la Grande Guerre avec le grade de lieutenant et mourut en 1916 à Monfalcone pendant les combats. Son corps n'a jamais été retrouvé.

## Carrière

### Club
Avec l'Inter, il dispute 97 matchs et inscrit 4 buts, il remporte le championnat en 1909-1910 deux ans après la fondation du club. Il est le premier capitaine et entraîneur des nerrazuri.

### Sélection
Il est aussi le premier interiste à porter le maillot de la sélection italienne. Il joue 12 matchs et inscrit 1 but avec la sélection.

## Palmarès
- Championnat d'Italie  : 
  - 1909-10 (Inter Milan)